# 尼文山
46°21′40.1″N 7°42′45.5″E / 46.361139°N 7.712639°E

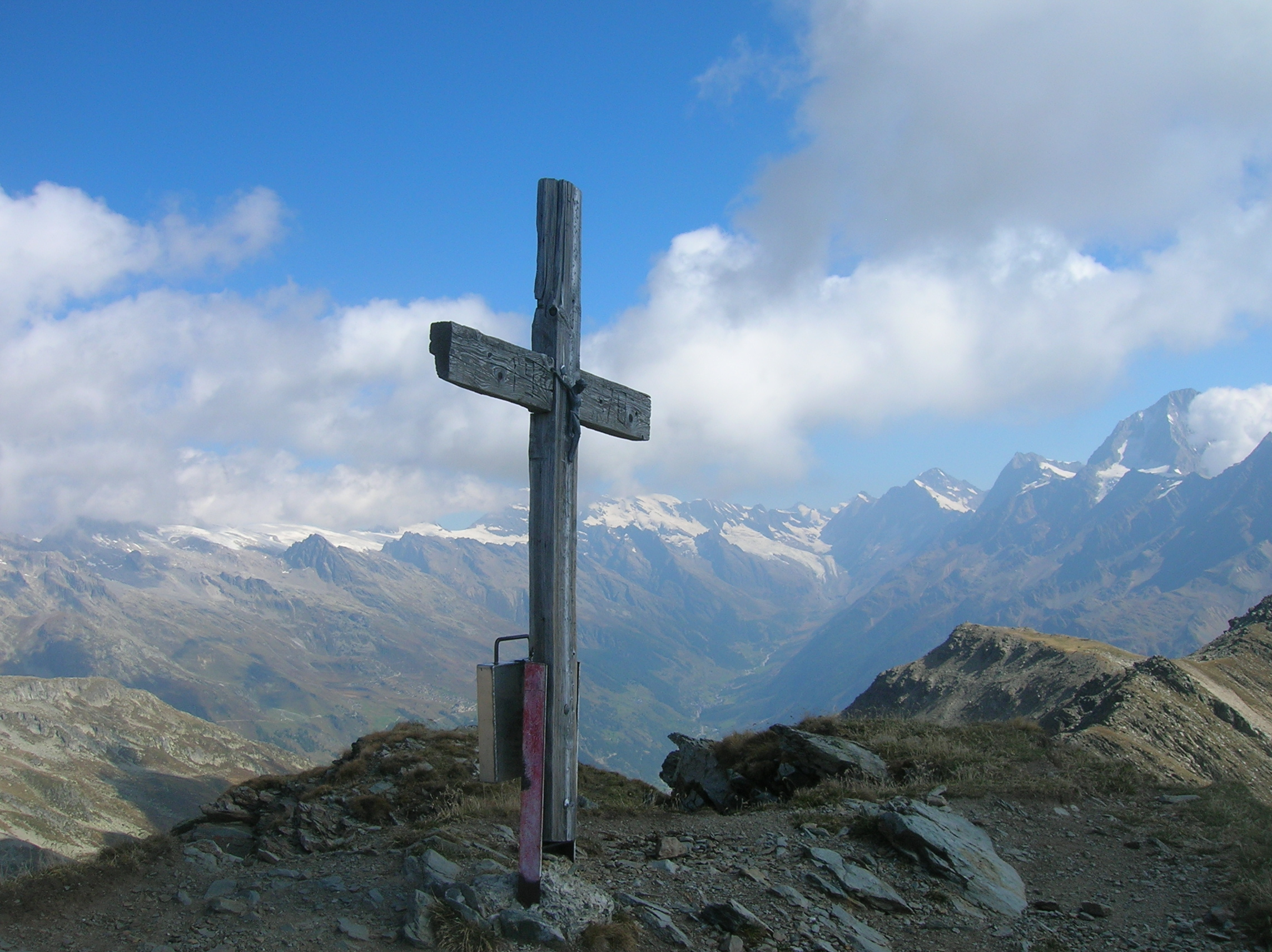

尼文山（德語：Niwen）是瑞士瓦萊州的山峰，位於該國南部，屬於伯尔尼山的一部分，海拔高度2,769米，每年平均降雨量1,585毫米。

## 外部連結
- Niwen on Hikr （页面存档备份，存于）